# بني الأحمر (بني سعد)

تعديل مصدري - تعديل

بني الأحمر هي إحدى قرى عزلة بني مقدم بمديرية بني سعد التابعة لمحافظة المحويت، بلغ تعداد سكانها 576 نسمة حسب تعداد اليمن لعام 2004.